# The Enemy Inside (Dream Theater)
The Enemy Inside è un singolo del gruppo musicale statunitense Dream Theater, pubblicato il 6 agosto 2013 come primo estratto dal dodicesimo album in studio Dream Theater.

## Descrizione
Seconda traccia dell'album, The Enemy Inside è un brano metal caratterizzato da un ritmo sostenuto, veloce, energetico e tecnico. A detta del cantante James LaBrie, il testo di The Enemy Inside "è relativo allo stress post-traumatico, di come le persone si occupano degli avvenimenti raccapriccianti accaduti durante le loro vite o di qualcosa realmente stridente a cui esso sono realmente collegati come esseri umani".

## Promozione
The Enemy Inside è stato annunciato come il primo singolo estratto dall'omonimo album dei Dream Theater nei primi giorni del mese di agosto 2013 ed è stato anticipato da alcune parti di immagini della copertina del singolo. Il 5 agosto, l'audio del singolo è stato trasmesso in anteprima attraverso il sito della rivista USA Today.
Il giorno successivo il singolo è stato reso disponibile per l'acquisto nei principali negozi di musica digitale, oltre anche ad aver ricevuto un lyric video attraverso il canale YouTube del gruppo.

## Video musicale
Il video è stato reso disponibile il 23 settembre ed è basato su migliaia di storie accadute realmente. Il protagonista del video (il quale rispecchia in parte lo stesso personaggio descritto nel testo della canzone) è un uomo che in passato è stato un soldato al servizio degli Stati Uniti e durante i momenti quotidiani viene perseguitato in modo continuo dai vari ricordi di guerra, senza poter avere alcuna via di scampo.

## Tracce
1. The Enemy Inside – 6:17

## Formazione
Gruppo
- James LaBrie – voce
- John Petrucci – chitarra
- John Myung – basso
- Jordan Rudess – tastiera
- Mike Mangini – batteria

Produzione
- John Petrucci – produzione
- Richard Chycki – registrazione, missaggio
- James "Jimmy T" Meslin – assistenza tecnica
- Kevin Matela – assistenza al missaggio
- Dave Rowland – assistenza al missaggio
- Ted Jensen – mastering